# Cookovo Otočje
Cookovo Otočje (eng. Cook Islands, hrv. također Cookovi otoci, Kukovi otoci), su samoupravna parlamentarna demokracija u slobodnom pridruženju s Novim Zelandom.
Ovih 15 malih otoka u južnom Tihom oceanu imaju ukupnu površinu od 240 km².

## Povijest
Otočje su između 9 i 12 stoljeća naselili Polinežani s Društvenih otoka i Samoe. Prvi Europljanin koji je pristao na otoke 1606. je španjolac Pedro Fernández de Quirós. Dok je zatim 1773. pristao i James Cook. Velika Britanija proglašava 1888 protektorat nad otocima, a 1900. prepušta Novom Zelandu.Otoci su 1965. dobili potpunu autonomiju i tako reći postali suvereni.

## Stanovništvo
Cookovo Otočje pripada polinezijskomu govornom području, a njegovu većinu danas čine Maori (10.000, 2006., procjena UN-a); Bukabukanci ili Pukapukanci (1.000), narod srodan Samoancima; Manihikijci koji na Manihikiju žive barem od 1500 pr. Kr. Njihovo porijeklo mora biti s Rarotonge, odakle su se naselili na Rakahangu, pa na Manihiki. Od ostalih Polinezijaca ima i Tongarevanaca (300) s otoka Penrhyn ili Tongareva; i Niujci (200); Nadalje Euronezijci (900); Anglonovozelanđani (700). Posljednje dvije grupe služe se engleskim jezikom, dok se domorodački narodi služe vlastitim polinežanskim jezicima.
Religiozno, stanovnici Kukuvog otočja pripadaju Kršćanskoj crkvi Kukovog Otočja, a druga najveća skupina su Rimokatolici. Također ima i pripadnika drugih vjera: Bahaista (čija je vjera bahaizam), Jehovinih svjedoka, baptista, mormona. 
Cookovi otočani imaju vlastitu upravu i specijalno partnerstvo s Novim Zelandom, koje im dozvoljava dvojno državljanstvo, i mnogi su od njih iselili na Novi Zeland i na Australiju. Domorodačko stanovništvo veoma je srdačno.

## Otoci
- Aitutaki
- Atiu
- Mangaia
- Manihiki
- Manuae
- Mauke
- Mitiaro
- Nassau
- Palmerston
- Penrhyn
- Pukapuka
- Rakahanga
- Rarotonga
- Suwarrow

## Vanjske poveznice
- Rarotonga, Cookovo Otočje - fotografije
- The Cook Islands